# Missionsschwestern vom Heiligsten Herzen Jesu von Hiltrup

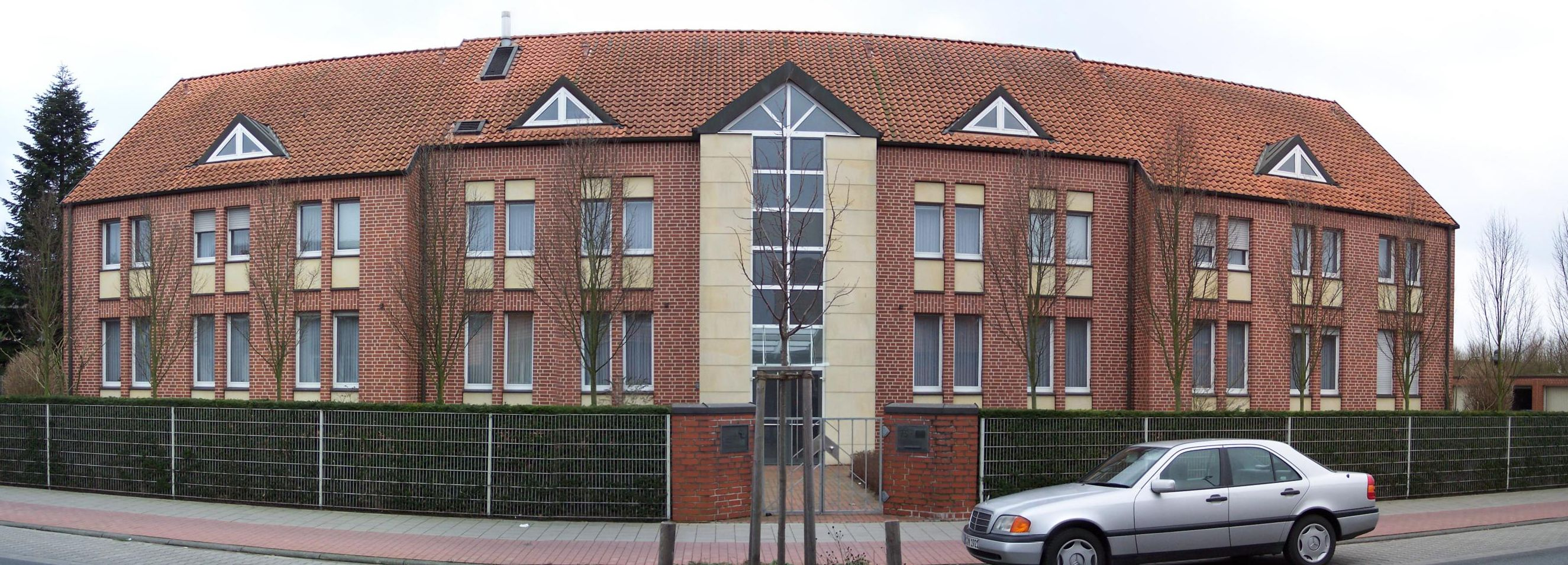
Sitz der Missionsschwestern vom Heiligsten Herzen Jesu von Hiltrup in Münster

Die Missionsschwestern vom Heiligsten Herzen Jesu (Hiltruper Missionsschwestern) ist ein im münsterschen Stadtteil Hiltrup gegründeter katholischer Frauenorden. Die Gründung fand am 25. März 1900 durch elf Ordensschwestern statt.
Er besteht aus rund 1.000 Missionsschwestern und ist in 18 Ländern rund um den Globus vertreten. Ihr selbst gestecktes Ziel ist es, den Menschen eine Antwort auf ihre Nöte zu geben und „Gottes Herz in der Welt“ für sie zu sein.
Unter anderem leiteten Schwestern des Ordens von 1921 bis 1937 das Kinderheim Warburg auf Norderney.
Generaloberin ist seit 2022 die Koreanerin Bonaventura Kim.